# Arno Penzias
Arno Allan Penzias (Monaco di Baviera, 26 aprile 1933 – San Francisco, 22 gennaio 2024) è stato un fisico tedesco naturalizzato statunitense.
Vinse il premio Nobel per la fisica nel 1978 per la scoperta della radiazione cosmica di fondo.

## Biografia
Nacque a Monaco di Baviera, figlio di Justine Eisenreich e Karl Penzias, pellettieri. I nonni di Penzias provenivano dalla Polonia, di fede ebraica ed erano alla guida della sinagoga della Reichenbachstraße (Monaco di Baviera). All'età di sei anni fece parte del contingente di circa 10 000 bambini ebrei evacuati in Gran Bretagna con il famoso Kindertransport. Nel 1940 fu trasferito a New York con la sua famiglia.
Conseguì il dottorato in fisica nel 1962 alla Columbia University di New York. Fra i suoi maestri ebbe Fred Hoyle.
Nel 1978 ricevette il Premio Nobel per la Fisica insieme a Robert Wilson e a Pëtr Kapica (quest'ultimo per una ricerca non correlata).
Penzias e Wilson - ricercatori dei Bell Laboratories - scoprirono nel 1964 la radiazione cosmica di fondo mentre stavano lavorando con un nuovo tipo di antenna per microonde. I due captarono un rumore di origine ignota con frequenze caratteristiche delle microonde e di intensità costante.
Ignari della natura del fenomeno, i due si rivolsero a Robert H. Dicke della Princeton University, il quale si rese subito conto che quel rumore altro non era che la radiazione cosmica di fondo ipotizzata negli anni quaranta dall'astrofisico e cosmologo George Gamow.
La scoperta è considerata la più importante tra le prove sperimentali a favore delle teorie cosmologiche che prevedono un Big Bang, proposta da Aleksandr Aleksandrovič Fridman e Georges Lemaître negli anni venti del XX secolo.
Morì a San Francisco il 22 gennaio 2024, all'età di 90 anni, per complicazioni della malattia di Alzheimer.